# Saltimbank
Pour plus de détails, voir Fiche technique et Distribution.
Saltimbank est un film français réalisé par Jean-Claude Biette, sorti en 2003.

## Synopsis
Les frères Bruno (Jean-Christophe Bouvet) et Frédéric (Jean-Marc Barr) Saltim gèrent la banque familiale, la Saltimbank. Bruno est l'aîné. Il a renoncé au poste de directeur au profit de son frère cadet en échange du financement d’un théâtre qui s’avère déficitaire. Les relations entre les deux frères deviennent conflictuelles d’autant que la banque traverse une crise financière. Frédéric annonce des restrictions budgétaires.
Bruno Saltim a été marié à Florence (Michèle Moretti), traductrice de latin et professeur mais ils sont restés en contact. Florence traduit des pièces pour le théâtre de Bruno. Elle lui reproche de ne pas suivre suffisamment les répétitions. Elle reçoit aussi la visite d’Hans Kalender (Frédéric Norbert), l’administrateur du théâtre. Inquiet de son silence, il veut se tenir informé de la traduction en cours d’une prochaine pièce. Florence le juge impatient et reproche aux gens de ne pas savoir traduire les gestes et les silences.
Le théâtre de Bruno est situé en banlieue parisienne dans un quartier en démolition. Deux troupes répètent deux spectacles en alternance : Oncle Vania de Tchekov et Esther de Racine. Les répétitions ne se déroulent pas sous les meilleurs hospices. Les relations entre les comédiens et les metteurs en scène sont parfois tendues. Pour couronner le tout, la comédienne jouant le rôle d’Esther se désiste. Hans Kalender songe alors à Vanessa (Jeanne Balibar), la nièce de Florence, pour reprendre le rôle. Vanessa est une ancienne comédienne qui travaille aujourd’hui dans un atelier de chaussures pour les arts du spectacle.
Bruno a une maîtresse, Margot, jeune comédienne qui aimerait bien jouer dans son théâtre. Margot se présente à Kalender pour décrocher le rôle d’Esther. Elle lui rend visite dans le restaurant où il vient déjeuner tous les jours, restaurant tenu par un couple, Eve et Jim La Rochelle, en proie aux mensonges et aux trahisons à propos d’un mystérieux trafic de tableaux auquel se livre Jim.
Madame Saltim (Micheline Presle), la mère narcissique de Bruno et Frédéric, soliloque toute seule chez elle en préparant une recette de cuisine comme si elle était sur la scène d’un théâtre. Vanessa lui rend visite, comme souvent, pour lui faire la lecture mais Madame Saltim l’interrompt sans cesse en évoquant ses vieilles histoires familiales. Plus tard, au cours d’un repas familial, Madame Saltim suggère à Bruno de proposer le rôle d’Esther à Vanessa.
Bruno tente alors de convaincre Vanessa de jouer Esther mais Frédéric lui propose en même temps un poste d’assistante de direction. Hésitante, Vanessa veut réfléchir.
Vanessa doit livrer une paire de chaussures pour un spectacle à Berlin. Elle y retrouve Christoph Neverding, à la fois metteur-en-scène et comédien qui répète Marie Stuart de Schiller avec sa troupe. Il s’est exilé en Allemagne après avoir changé d’identité. Vanessa et lui se sont connus autrefois. Leur relation semble avoir été houleuse, incitant Vanessa à s’éloigner du théâtre. Dans la rue, ils croisent un étrange metteur-en-scène qui leur fait visiter son école de théâtre. Vanessa est intriguée par une citation de Marlene Dietrich inscrite sur un tableau : « Il reste à chacun suffisamment de force pour exécuter ce dont il est convaincu. »
Pendant ce temps, la banque est en pleine restructuration. Bruno doit céder sa place d’associé. Frédéric lui annonce également, au nom de la Saltimbank, qu’il n’accepte plus de financer à perte son théâtre.
Vanessa rencontre la metteuse en scène Ana Maria qui lui propose le rôle d’Esther. De son côté, Margot apprend, par le discret assistant des répétitions Félix, que le rôle ne lui reviendra pas. Mais Arthur Craven, le metteur-en-scène d’Oncle Vania, comprend, lui, que le théâtre va fermer, faute d’argent.
Bruno invite un duo de clowns à jouer leur numéro sur la scène de son théâtre. Comme un chant du cygne ?
Pendant ce temps, Vanessa interprète le début de la prière d’Esther, seule devant son miroir.

## Fiche technique
- Réalisateur : Jean-Claude Biette
- Scénario et dialogues : Jean-Claude Biette
- Photographie : Crystel Fournier
- Montage : Claudine Merlin
- Musique : Sérénade n°1 en Ré majeur op. 11 (Menuetto) de Johannes Brahms
- Son : Jérôme Ayasse
- Décors : Xavier Lavant
- Costumes : Marie-Edith Simonneaux
- Producteur : Paulo Branco
- Pays d'origine :  France
- Genre : comédie dramatique
- Durée : 92 min
- Dates de sortie :
  - France : 10 septembre 2003

## Distribution
- Jeanne Balibar : Vanessa
- Jean-Christophe Bouvet : Bruno Saltim
- Jean-Marc Barr : Frédéric Saltim
- Micheline Presle : Mme Saltim
- Michèle Moretti : Florence
- Marilyne Canto : Eve La Rochelle
- Laurent Cygler : Jim La Rochelle
- Ysé Tran : Margot Waï
- Frédéric Norbert : Hans Kalender
- Philippe Garziano : André Ferrara
- Pascal Cervo : Félix
- Ima de Ranedo : Ana Maria Toldra
- Noël Simsolo : Arthur Craven
- Philippe Chemin : Christoph Neverding
- Hanns Zischler : Johann Kreisler
- Thomas Badek : Elie
- Serge Renko : Nicolas
- Nathalie Kousnetzoff : Cécile
- Valérie Jeannet : Delphine
- Daniela Colantuono : Martha
- Margarita Broich : Maria Stuart
- Gwenaëlle Simon : Nadine
- Hacène Belkhadra : Karim
- Leïlani Lemmet : Viviane
- Caroline Bouffard : Maud
- Jean-Claude Biette : Oncle Vania
- Laurence Gachet : Françoise Saltim
- Pierre Hodgson : Harvey Summersale
- Laurent Baudens : Gilles
- Geneviève Villardry : Une cordonnière
- Mathieu Andrieu : Un employé du théâtre
- Benoît Pottez : Clown 1
- Christophe Carrère : Clown 2